# Tasha Inong
Tasha Kaleonuilani Inong (sinh ngày 19 tháng 12 năm 1996) là một cầu thủ bóng đá nữ người Samoa ở Mỹ, chơi ở vị trí tiền vệ cho Black Roses.

## Nghề nghiệp
Sau khi tốt nghiệp trường trung học Pearl City năm 2014, Inong chơi cho Peninsula College Pirates, trước khi gia nhập Cal Poly Pomona Broncos năm 2016.
Inong đã ra mắt quốc tế cho Samoa thuộc Mỹ vào ngày 24 tháng 8 năm 2018, bắt đầu từ trận đấu vòng loại OFC Women Nations Cup 2018 với Quần đảo Solomon.

## Thống kê sự nghiệp

### Quốc tế
Kể từ ngày 30 tháng 8 năm 2018
| American Samoa | American Samoa | American Samoa |
| Năm            | Số trận        | Bàn thắng      |
| -------------- | -------------- | -------------- |
| 2018           | 3              | 0              |
| Tổng           | 3              | 0              |